# Macaroeris moebi
Macaroeris moebi là một loài nhện trong họ Salticidae.
Loài này thuộc chi Macaroeris. Macaroeris moebi được Friedrich Wilhelm Bösenberg miêu tả năm 1895.